# Eleições distritais no Distrito Federal em 2006
As eleições estaduais no Distrito Federal em 2006 aconteceram nas eleições federais, no Brasil, em 1º de outubro. Na ocasião foram eleitos o governador e vice, um senador, 8 deputados federais e 24 deputados distritais, além do Presidente da República. Os candidatos oficializados ao Governo do Distrito Federal foram: Arlete Sampaio (PT), Expedito Mendonça (PCO), Fátima Passos (PSDC), Maria de Lourdes Abadia (PSDB), Toninho Andrade (PSOL) e José Roberto Arruda (PFL), este último, eleito no primeiro turno.
Ao Senado Federal Brasileiro, os principais candidatos foram: Agnelo Queiroz (PCdoB), Ezequiel Nascimento (PDT), Marcos Cardoso (PFL) e Joaquim Roriz (PMDB), este último, vitorioso.

## Resultado da eleição para governador
| Candidatos a governador do estado | Candidatos a vice-governador | Número | Coligação                                                        | Votação | Percentual |
| --------------------------------- | ---------------------------- | ------ | ---------------------------------------------------------------- | ------- | ---------- |
| José Roberto Arruda PFL           | Paulo Octávio PFL            | 25     | Amor por Brasília (PFL, PP, PL, PPS, PSC, PMN, PRONA, PTN)       | 663.364 | 50,38%     |
| Maria de Lourdes Abadia PSDB      | Maurício Corrêa PMDB         | 45     | Juntos por Brasília (PSDB, PMDB, PTB, PAN, PHS, PRP, PTC, PTdoB) | 315.671 | 23,97%     |
| Arlete Sampaio PT                 | Gastão Ramos PV              | 13     | União por Brasília (PT, PV, PSB, PCdoB, PRB, PRTB)               | 275.660 | 20,93%     |
| Toninho Andrade PSOL              | Fernando Guillen PSTU        | 50     | Frente de Esquerda (PSOL, PSTU, PCB)                             | 55.898  | 4,24%      |
| Fátima Passos PSDC                | Alexandre Santos Reis PSDC   | 27     | —                                                                | 4.115   | 0,31%      |
| Expedito Mendonça PCO             | Ricardo Machado PCO          | 29     | —                                                                | 2.092   | 0,16%      |

## Resultado da eleição para senador
| Candidatos a senador da República | Candidatos a suplente de senador             | Número | Coligação                                                        | Votação | Percentual |
| --------------------------------- | -------------------------------------------- | ------ | ---------------------------------------------------------------- | ------- | ---------- |
| Joaquim Roriz PMDB                | Gim Argello PTB Marcos de Almeida PMDB       | 151    | Juntos por Brasília (PSDB, PMDB, PTB, PAN, PHS, PRP, PTC, PTdoB) | 657.217 | 51,83%     |
| Agnelo Queiroz PCdoB              | Messias de Souza PCdoB Ricardo Attuch PSB    | 656    | União por Brasília (PT, PV, PSB, PCdoB, PRB, PRTB)               | 544.313 | 42,93%     |
| Ezequiel Nascimento PDT           | Taciano Carvalho PDT Cleuza Carlesso PDT     | 123    | —                                                                | 30.851  | 2,43%      |
| Marcos Cardoso PFL                | Saulo Santos Diniz PFL Fábio de Carvalho PFL | 255    | Amor por Brasília (PFL, PP, PL, PPS, PSC, PMN, PRONA, PTN)       | 16.978  | 1,34%      |
| Rodrigo Dantas PSOL               | Ângelo Balbino PSOL Rogério Marzola PSOL     | 500    | —                                                                | 10.974  | 0,87%      |
| Newton Lins PSL                   | Arão Dias PSL Dário César Morais PSL         | 170    | —                                                                | 3.777   | 0,30%      |
| Frank Svensson PCB                | Jamil Magari PCB Dalva Nascimento PCB        | 211    | —                                                                | 1.835   | 0,14%      |
| Gílson Dobbin PCO                 | Flávio Caetano PCO Ivo Brito PCO             | 290    | —                                                                | 1.363   | 0,11%      |
| Francisco Targino PSTU            | Diomenes Albuquerque PSTU Rosa de Melo PSTU  | 161    | —                                                                | 740     | 0,06%      |

## Regras

### Governador e Vice-governador
No geral, as regras para as eleições presidenciais também se aplicam às estaduais. Isto é, as eleições têm dois turnos, se nenhum dos candidatos alcança maioria absoluta dos votos válidos, um segundo turno entre os dois mais votados acontece. Todos os candidatos com cargos executivos deveriam renunciar até 3 de abril, para poderem disputar.

### Senador
Conforme rodízio previsto para as eleições para o Senado, em 2006 uma vaga para cada estado será disputada para o mandato de 8 anos. Apenas o candidato mais votado é eleito. Nas eleições legislativas não há segundo turno.

## Candidatos para o Governo de Estado e ao Senado
No Distrito Federal, foram seis candidatos à governador, dos quais se elegeu José Roberto Arruda. Para senador foram dez candidatos dos quais se elegeu Joaquim Roriz.

### Coligação Amor por Brasília
A chapa de José Roberto Arruda é composta por 08 partidos (PFL / PP / PPS / PL / PSC / PMN / PRONA / PTN).
As candidaturas confirmadas para a chapa são:
| Cargo             | Partido | Número | Nome                |
| ----------------- | ------- | ------ | ------------------- |
| Governador        | PFL     | 25     | José Roberto Arruda |
| Vice-Governador   | PFL     | -      | Paulo Octávio       |
| Senador           | PFL     | 255    | Marcos Cardoso      |
| Primeiro suplente | PFL     | -      | Saulo Santos Diniz  |
| Segundo suplente  | PFL     | -      | Fábio de Carvalho   |

### Coligação Juntos por Brasília
A chapa de Maria de Lourdes Abadia é composta por 08 partidos (PSDB / PMDB / PTB / PHS / PTC / PAN / PRP / PTdoB).
As candidaturas confirmadas para a chapa são:
| Cargo             | Partido | Número | Nome                    |
| ----------------- | ------- | ------ | ----------------------- |
| Governador        | PSDB    | 45     | Maria de Lourdes Abadia |
| Vice-Governador   | PMDB    | -      | Maurício Corrêa         |
| Senador           | PMDB    | 151    | Joaquim Roriz           |
| Primeiro suplente | PTB     | -      | Gim Argello             |
| Segundo suplente  | PMDB    | -      | Marcos de Almeida       |

### Coligação União por Brasília
A chapa de Arlete Sampaio é composta por 06 partidos (PT / PV / PCdoB / PSB / PRB / PRTB).
As candidaturas confirmadas para a chapa são:
| Cargo             | Partido | Número | Nome             |
| ----------------- | ------- | ------ | ---------------- |
| Governador        | PT      | 13     | Arlete Sampaio   |
| Vice-Governador   | PV      | -      | Gastão Ramos     |
| Senador           | PCdoB   | 656    | Agnelo Queiroz   |
| Primeiro suplente | PCdoB   | -      | Messias de Souza |
| Segundo suplente  | PSB     | -      | Ricardo Attuch   |

### Coligação Frente de Esquerda
A chapa de Toninho Andrade é composta por 3 partidos (PSOL / PSTU / PCB). A Coligação, sem consenso para a candidatura ao Senado Federal, decidiu lançar um nome de cada partido componente.
| Cargo             | Partido | Número | Nome                 |
| ----------------- | ------- | ------ | -------------------- |
| Governador        | PSOL    | 50     | Toninho Andrade      |
| Vice-Governador   | PSTU    | -      | Ricardo Guillen      |
| Senador           | PSOL    | 500    | Rodrigo Dantas       |
| Primeiro suplente | PSOL    | -      | Ângelo Balbino       |
| Segundo suplente  | PSOL    | -      | Rogério Marzola      |
| Senador           | PCB     | 211    | Frank Svensson       |
| Primeiro suplente | PCB     | -      | Jamil Magari         |
| Segundo suplente  | PCB     | -      | Dalva Nascimento     |
| Senador           | PSTU    | 161    | Francisco Targino    |
| Primeiro suplente | PSTU    | -      | Diomenes Albuquerque |
| Segundo suplente  | PSTU    | -      | Rosa de Melo         |

### Chapa do PSDC
| Cargo           | Partido | Número | Nome                  |
| --------------- | ------- | ------ | --------------------- |
| Governador      | PSDC    | 27     | Fátima Passos         |
| Vice-Governador | PSDC    | -      | Alexandre Santos Reis |

### Chapa do PCO
| Cargo             | Partido | Número | Nome              |
| ----------------- | ------- | ------ | ----------------- |
| Governador        | PCO     | 29     | Expedito Mendonça |
| Vice-Governador   | PCO     | -      | Ricardo Machado   |
| Senador           | PCO     | 290    | Gílson Dobbin     |
| Primeiro suplente | PCO     | -      | Flávio Caetano    |
| Segundo suplente  | PCO     | -      | Ivo Brito         |

### Chapa do PDT
| Cargo             | Partido | Número | Nome                |
| ----------------- | ------- | ------ | ------------------- |
| Senador           | PDT     | 123    | Ezequiel Nascimento |
| Primeiro suplente | PDT     | -      | Taciano Carvalho    |
| Segundo suplente  | PDT     | -      | Cleuza Carlesso     |

### Chapa do PSL
| Cargo             | Partido | Número | Nome               |
| ----------------- | ------- | ------ | ------------------ |
| Senador           | PSL     | 170    | Newton Lins        |
| Primeiro suplente | PSL     | -      | Arão Dias          |
| Segundo suplente  | PSL     | -      | Dário César Morais |

## Pesquisas

### Governador
| Data       | Instituto | José Roberto Arruda (PFL) | Maria de Lourdes Abadia (PSDB) | Arlete Sampaio (PT) | Toninho Andrade (PSOL) | Fátima Passos (PSDC) | Expedito Mendonça (PCO) | Brancos e Nulos | Indecisos |
| ---------- | --------- | ------------------------- | ------------------------------ | ------------------- | ---------------------- | -------------------- | ----------------------- | --------------- | --------- |
| 11/08/2006 | Ibope     | 47%                       | 19%                            | 10%                 | 1%                     | 0%                   | 0%                      | 11%             | 12%       |
| 24/08/2006 | Ibope     | 51%                       | 17%                            | 12%                 | 1%                     | 0%                   | 0%                      | 10%             | 9%        |
| 05/09/2006 | Ibope     | 48%                       | 19%                            | 11%                 | 1%                     | 0%                   | 0%                      | 9%              | 12%       |
| 21/09/2006 | Soma      | 54%                       | 20%                            | 13%                 | 1%                     | 0%                   | 0%                      | 7%              | 5%        |
| 25/09/2006 | CB-Data   | 50%                       | 18%                            | 15%                 | 0%                     | 0%                   | 0%                      | 7%              | 7%        |
| 30/09/2006 | Ibope     | 56%                       | 22%                            | 18%                 | 3%                     | 1%                   | 0%                      | -               | -         |
| 01/10/2006 | Ibope     | 52%                       | 22%                            | 20%                 | 3%                     | 1%                   | 1%                      | -               | -         |

### Senador
| Data       | Instituto | Joaquim Roriz (PMDB) | Agnelo Queiroz (PCdoB) | Ezequiel Nascimento (PDT) | Marcos Cardoso (PFL) | Rodrigo Dantas (PSOL) | Newton Lins (PSL) | Frank Svensson (PCB) | Gílson Dobbin (PCO) | Francisco Targino (PSTU) | Brancos/Nulos/Indecisos |
| ---------- | --------- | -------------------- | ---------------------- | ------------------------- | -------------------- | --------------------- | ----------------- | -------------------- | ------------------- | ------------------------ | ----------------------- |
| 20/09/2006 | Ibope     | 53%                  | 30%                    | 2%                        | 1%                   | 1%                    | 0%                | 0%                   | 0%                  | 0%                       | 12%                     |
| 30/09/2006 | Ibope     | 51%                  | 34%                    | 2%                        | 1%                   | 2%                    | 0%                | 0%                   | 0%                  | 0%                       | 10%                     |

## Resultados

### Presidente - 1° Turno
Resultado do 1º turno da eleição para Presidente da República no Distrito Federal.
| 1º Turno 1º de outubro de 2006 | 1º Turno 1º de outubro de 2006 | 1º Turno 1º de outubro de 2006 | 1º Turno 1º de outubro de 2006 |
| Candidato(a)                   | Vice                           | Votação                        | Votação                        |
| Candidato(a)                   | Vice                           | Porcentagem                    | Total                          |
| ------------------------------ | ------------------------------ | ------------------------------ | ------------------------------ |
| Geraldo Alckmin (PSDB)         | José Jorge Lima (PFL)          | 44,11%                         | 594.521                        |
| Lula da Silva (PT)             | José Alencar (PRB)             | 37,05%                         | 499.407                        |
| Heloísa Helena (PSOL)          | César Benjamin (PSOL)          | 12,27%                         | 165.420                        |
| Cristóvam Buarque (PDT)        | Jefferson Peres (PDT)          | 6,15%                          | 82.854                         |
| Ana Maria Rangel (PRP)         | Delma Gama (PRP)               | 0,18%                          | 2.367                          |
| José Maria Eymael (PSDC)       | José Paulo Silva Neto (PSDC)   | 0,13%                          | 1.718                          |
| Luciano Bivar (PSL)            | Américo de Souza (PSL)         | 0,11%                          | 1.518                          |
| Rui Costa Pimenta (PCO)        | Pedro Paulo (PCO)              | 0,00%                          | 0                              |
| Total de votos válidos         | Total de votos válidos         | 94,56%                         | 1.347.805                      |
| Votos em branco                | Votos em branco                | 1,49%                          | 21.237                         |
| Votos nulos                    | Votos nulos                    | 3,95%                          | 56.258                         |
| Votos apurados                 | Votos apurados                 | 86,12%                         | 1.425.300                      |
| Abstenções                     | Abstenções                     | 13,88%                         | 229.750                        |
| Total de eleitores             | Total de eleitores             | 100,00%                        | 1.655.050                      |

| Esquema Gráfico da eleição para Presidente no DF em 2006 (1º Turno) | Esquema Gráfico da eleição para Presidente no DF em 2006 (1º Turno) | Esquema Gráfico da eleição para Presidente no DF em 2006 (1º Turno) | Esquema Gráfico da eleição para Presidente no DF em 2006 (1º Turno) | Esquema Gráfico da eleição para Presidente no DF em 2006 (1º Turno) |
| ------------------------------------------------------------------- | ------------------------------------------------------------------- | ------------------------------------------------------------------- | ------------------------------------------------------------------- | ------------------------------------------------------------------- |
|                                                                     |                                                                     |                                                                     |                                                                     |                                                                     |
| Geraldo Alckmin                                                     | Geraldo Alckmin                                                     |                                                                     | 44,11%                                                              | 44,11%                                                              |
| Lula da Silva                                                       | Lula da Silva                                                       |                                                                     | 37,05%                                                              | 37,05%                                                              |
| Heloísa Helena                                                      | Heloísa Helena                                                      |                                                                     | 12,27%                                                              | 12,27%                                                              |
| Cristovam Buarque                                                   | Cristovam Buarque                                                   |                                                                     | 6,15%                                                               | 6,15%                                                               |
| Ana Maria Rangel                                                    | Ana Maria Rangel                                                    |                                                                     | 0,18%                                                               | 0,18%                                                               |
| José Maria Eymael                                                   | José Maria Eymael                                                   |                                                                     | 0,13%                                                               | 0,13%                                                               |
| Luciano Bivar                                                       | Luciano Bivar                                                       |                                                                     | 0,11%                                                               | 0,11%                                                               |
| Rui Costa Pimenta                                                   | Rui Costa Pimenta                                                   |                                                                     | 0,00%                                                               | 0,00%                                                               |

### Governador - 1º Turno
Resultado do 1º turno da eleição para governador.
| 1º Turno 1º de outubro de 2006 | 1º Turno 1º de outubro de 2006 | 1º Turno 1º de outubro de 2006 | 1º Turno 1º de outubro de 2006 |
| Candidato(a)                   | Vice                           | Votação                        | Votação                        |
| Candidato(a)                   | Vice                           | Porcentagem                    | Total                          |
| ------------------------------ | ------------------------------ | ------------------------------ | ------------------------------ |
| José Roberto Arruda (PFL)      | Paulo Octávio (PFL)            | 50,38%                         | 663.364                        |
| Maria de Lourdes Abadia (PSDB) | Maurício Corrêa (PMDB)         | 23,97%                         | 315.671                        |
| Arlete Sampaio (PT)            | Gastão Ramos (PV)              | 20,93%                         | 275.660                        |
| Toninho Andrade (PSOL)         | Ricardo Guillen (PSTU)         | 4,24%                          | 55.898                         |
| Fátima Passos (PSDC)           | Alexandre Santos Reis (PSDC)   | 0,31%                          | 4.115                          |
| Expedito Mendonça (PCO)        | Ricardo Machado (PCO)          | 0,16%                          | 2.092                          |
| Total de votos válidos         | Total de votos válidos         | 92,39%                         | 1.316.800                      |
| Votos em branco                | Votos em branco                | 2,50%                          | 35.647                         |
| Votos nulos                    | Votos nulos                    | 5,11%                          | 72.853                         |
| Votos apurados                 | Votos apurados                 | 86,12%                         | 1.425.300                      |
| Abstenções                     | Abstenções                     | 13,88%                         | 229.750                        |
| Total de eleitores             | Total de eleitores             | 100,00%                        | 1.655.050                      |

| Esquema Gráfico da eleição para o Governo do DF em 2006 | Esquema Gráfico da eleição para o Governo do DF em 2006 | Esquema Gráfico da eleição para o Governo do DF em 2006 | Esquema Gráfico da eleição para o Governo do DF em 2006 | Esquema Gráfico da eleição para o Governo do DF em 2006 |
| ------------------------------------------------------- | ------------------------------------------------------- | ------------------------------------------------------- | ------------------------------------------------------- | ------------------------------------------------------- |
|                                                         |                                                         |                                                         |                                                         |                                                         |
| José Roberto Arruda                                     | José Roberto Arruda                                     |                                                         | 50,38%                                                  | 50,38%                                                  |
| Maria de Lourdes Abadia                                 | Maria de Lourdes Abadia                                 |                                                         | 23,97%                                                  | 23,97%                                                  |
| Arlete Sampaio                                          | Arlete Sampaio                                          |                                                         | 20,93%                                                  | 20,93%                                                  |
| Toninho Andrade                                         | Toninho Andrade                                         |                                                         | 4,24%                                                   | 4,24%                                                   |
| Fátima Passos                                           | Fátima Passos                                           |                                                         | 0,31%                                                   | 0,31%                                                   |
| Expedito Mendonça                                       | Expedito Mendonça                                       |                                                         | 0,16%                                                   | 0,16%                                                   |

### Senador
Resultado da eleição para senador.
| 1º Turno 1º de outubro de 2006 | 1º Turno 1º de outubro de 2006                   | 1º Turno 1º de outubro de 2006 | 1º Turno 1º de outubro de 2006 |
| Candidato(a)                   | Suplentes                                        | Votação                        | Votação                        |
| Candidato(a)                   | Suplentes                                        | Porcentagem                    | Total                          |
| ------------------------------ | ------------------------------------------------ | ------------------------------ | ------------------------------ |
| Joaquim Roriz (PMDB)           | Gim Argello (PTB) Marcos de Almeida (PMDB)       | 51,83%                         | 657.217                        |
| Agnelo Queiroz (PCdoB)         | Messias de Souza (PCdoB) Ricardo Attuch (PSB)    | 42,93%                         | 544.313                        |
| Ezequiel Nascimento (PDT)      | Taciano Carvalho (PDT) Cleuza Carlesso (PDT)     | 2,43%                          | 30.851                         |
| Marcos Cardoso (PFL)           | Saulo Santos Diniz (PFL) Fábio de Carvalho (PFL) | 1,34%                          | 16.978                         |
| Rodrigo Dantas (PSOL)          | Ângelo Balbino (PSOL) Rogério Marzola (PSOL)     | 0,87%                          | 10.974                         |
| Newton Lins (PSL)              | Arão Dias (PSL) Dário César Morais (PSL)         | 0,30%                          | 3.777                          |
| Frank Svensson (PCB)           | Jamil Magari (PCB) Dalva Nascimento (PCB)        | 0,14%                          | 1.835                          |
| Gílson Dobbin (PCO)            | Flávio Caetano (PCO) Ivo Brito (PCO)             | 0,11%                          | 1.363                          |
| Francisco Targino (PSTU)       | Diomenes Albuquerque (PSTU) Rosa de Melo (PSTU)  | 0,06%                          | 740                            |
| Total de votos válidos         | Total de votos válidos                           | 88,97%                         | 1.268.048                      |
| Votos em branco                | Votos em branco                                  | 3,91%                          | 55.695                         |
| Votos nulos                    | Votos nulos                                      | 7,13%                          | 101.557                        |
| Votos apurados                 | Votos apurados                                   | 86,12%                         | 1.425.300                      |
| Abstenções                     | Abstenções                                       | 13,88%                         | 229.750                        |
| Total de eleitores             | Total de eleitores                               | 100,00%                        | 1.655.050                      |

| Esquema Gráfico da eleição para Senador pelo DF em 2006 | Esquema Gráfico da eleição para Senador pelo DF em 2006 | Esquema Gráfico da eleição para Senador pelo DF em 2006 | Esquema Gráfico da eleição para Senador pelo DF em 2006 | Esquema Gráfico da eleição para Senador pelo DF em 2006 |
| ------------------------------------------------------- | ------------------------------------------------------- | ------------------------------------------------------- | ------------------------------------------------------- | ------------------------------------------------------- |
|                                                         |                                                         |                                                         |                                                         |                                                         |
| Joaquim Roriz                                           | Joaquim Roriz                                           |                                                         | 51,83%                                                  | 51,83%                                                  |
| Agnelo Queiroz                                          | Agnelo Queiroz                                          |                                                         | 42,93%                                                  | 42,93%                                                  |
| Ezequiel Nascimento                                     | Ezequiel Nascimento                                     |                                                         | 2,43%                                                   | 2,43%                                                   |
| Marcos Cardoso                                          | Marcos Cardoso                                          |                                                         | 1,34%                                                   | 1,34%                                                   |
| Rodrigo Dantas                                          | Rodrigo Dantas                                          |                                                         | 0,87%                                                   | 0,87%                                                   |
| Newton Lins                                             | Newton Lins                                             |                                                         | 0,30%                                                   | 0,30%                                                   |
| Frank Svensson                                          | Frank Svensson                                          |                                                         | 0,14%                                                   | 0,14%                                                   |
| Gílson Dobbin                                           | Gílson Dobbin                                           |                                                         | 0,11%                                                   | 0,11%                                                   |
| Francisco Targino                                       | Francisco Targino                                       |                                                         | 0,06%                                                   | 0,06%                                                   |

### Presidente - 2° Turno
| 2º Turno 29 de outubro de 2006 | 2º Turno 29 de outubro de 2006 | 2º Turno 29 de outubro de 2006 | 2º Turno 29 de outubro de 2006 |
| Candidato(a)                   | Vice                           | Votação                        | Votação                        |
| Candidato(a)                   | Vice                           | Porcentagem                    | Total                          |
| ------------------------------ | ------------------------------ | ------------------------------ | ------------------------------ |
| Lula da Silva (PT)             | José Alencar (PRB)             | 56,96%                         | 765.008                        |
| Geraldo Alckmin (PSDB)         | José Jorge Lima (PFL)          | 43,04%                         | 578.137                        |
| Total de votos válidos         | Total de votos válidos         | 96,23%                         | 1.343.145                      |
| Votos em branco                | Votos em branco                | 1,12%                          | 15.578                         |
| Votos nulos                    | Votos nulos                    | 2,65%                          | 37.043                         |
| Votos apurados                 | Votos apurados                 | 84,33%                         | 1.395.766                      |
| Abstenções                     | Abstenções                     | 15,67%                         | 259.284                        |
| Total de eleitores             | Total de eleitores             | 100,00%                        | 1.655.050                      |

| Esquema Gráfico da eleição para Presidente no DF em 2006 (2º Turno) | Esquema Gráfico da eleição para Presidente no DF em 2006 (2º Turno) | Esquema Gráfico da eleição para Presidente no DF em 2006 (2º Turno) | Esquema Gráfico da eleição para Presidente no DF em 2006 (2º Turno) | Esquema Gráfico da eleição para Presidente no DF em 2006 (2º Turno) |
| ------------------------------------------------------------------- | ------------------------------------------------------------------- | ------------------------------------------------------------------- | ------------------------------------------------------------------- | ------------------------------------------------------------------- |
|                                                                     |                                                                     |                                                                     |                                                                     |                                                                     |
| Lula da Silva                                                       | Lula da Silva                                                       |                                                                     | 56,96%                                                              | 56,96%                                                              |
| Geraldo Alckmin                                                     | Geraldo Alckmin                                                     |                                                                     | 43,04%                                                              | 43,04%                                                              |

## Deputados federais eleitos
Foram eleitos oito (08) deputados federais pelo DF.

Representação eleita
  PMDB: 2
  PFL: 2
  PT: 1
  PPS: 1
  PTB: 1
  PSB: 1

Fonteː
| Candidato (a)            | Nº   | Coligação                                                    | Votos   | %     |
| ------------------------ | ---- | ------------------------------------------------------------ | ------- | ----- |
| Tadeu Filippelli (PMDB)  | 1515 | Avança DF PSDB / PMDB / PTB / PTdoB                          | 129.771 | 9,85% |
| Alberto Fraga (PFL)      | 2525 | Por amor a Brasília PFL / PPS / PL / PSC / PMN / PRONA / PTN | 95.514  | 7,25% |
| Geraldo Magela (PT)      | 1313 | União por Brasília PT / PV / PCdoB / PSB / PRB / PRTB        | 87.649  | 6,66% |
| Augusto Carvalho (PPS)   | 2323 | Por amor a Brasília PFL / PPS / PL / PSC / PMN / PRONA / PTN | 79.235  | 6,02% |
| Jofran Frejat (PTB)      | 1414 | Avança DF PSDB / PMDB / PTB / PTdoB                          | 69.450  | 5,27% |
| Bispo Rodovalho (PFL)    | 2522 | Por amor a Brasília PFL / PPS / PL / PSC / PMN / PRONA / PTN | 68.378  | 5,19% |
| Laerte Bessa (PMDB)      | 1510 | Avança DF PSDB / PMDB / PTB / PTdoB                          | 61.850  | 4,70% |
| Rodrigo Rollemberg (PSB) | 4040 | União por Brasília PT / PV / PCdoB / PSB / PRB / PRTB        | 55.917  | 4,25% |

Obs.: A tabela acima mostra somente os deputados federais eleitos.

## Deputados distritais eleitos
Foram eleitos vinte e quatro (24) deputados distritais pelo DF.

Representação eleita
  PT: 4
  PFL: 4
  PMDB: 3
  PTB: 2
  PSDB: 2
  PP: 1
  PDT: 1
  PL: 1
  PSB: 1
  PPS: 1
  PRONA: 1
  PMN: 1
  PSL: 1
  PRP: 1

Fonteː
| Número | Deputados distritais eleitos | Partido | Votação | Percentual | Localidade onde nasceu   | Unidade federativa |
| 13013  | Paulo Tadeu                  | PT      | 28.505  | 2,15%      | Brasília                 | Distrito Federal   |
| 14014  | Cristiano Araújo             | PTB     | 28.505  | 1,98%      | Brasília                 | Distrito Federal   |
| 12200  | José Reguffe                 | PDT     | 25.805  | 1,94%      | Rio de Janeiro           | Rio de Janeiro     |
| 45123  | Milton Barbosa               | PSDB    | 24.478  | 1,84%      | Itaberaba                | Bahia              |
| 45151  | Jaqueline Roriz              | PSDB    | 24.129  | 1,82%      | Luziânia                 | Goiás              |
| 25444  | Júnior Brunelli              | PFL     | 23.734  | 1,79%      | São Paulo                | São Paulo          |
| 22000  | Aguinaldo de Jesus           | PL      | 23.262  | 1,75%      | Rio de Janeiro           | Rio de Janeiro     |
| 13131  | Chico Leite                  | PT      | 23.109  | 1,74%      | Milagres                 | Ceará              |
| 15154  | Rôney Nemer                  | PMDB    | 22.966  | 1,73%      | Viçosa                   | Minas Gerais       |
| 13104  | Érika Kokay                  | PT      | 22.916  | 1,72%      | Fortaleza                | Ceará              |
| 25125  | Eliana Pedrosa               | PFL     | 22.664  | 1,71%      | Bicas                    | Minas Gerais       |
| 15151  | Pedro Passos Júnior          | PMDB    | 20.431  | 1,54%      | Araxá                    | Minas Gerais       |
| 13190  | Sidney Patrício              | PT      | 18.889  | 1,42%      | Gama                     | Distrito Federal   |
| 25222  | Leonardo Prudente            | PFL     | 18.624  | 1,40%      | Goiânia                  | Goiás              |
| 15444  | Benício Tavares              | PMDB    | 15.367  | 1,16%      | Rio de Janeiro           | Rio de Janeiro     |
| 40123  | Rogério Ulysses              | PSB     | 14.932  | 1,12%      | Brasília                 | Distrito Federal   |
| 23456  | Alírio Neto                  | PPS     | 13.055  | 0,98%      | Piripiri                 | Piauí              |
| 11234  | Benedito Domingos            | PP      | 12.955  | 0,98%      | São Sebastião do Paraíso | Minas Gerais       |
| 14141  | Charles Lima                 | PTB     | 11.591  | 0,87%      | Brasília                 | Distrito Federal   |
| 25123  | Paulo Roriz                  | PFL     | 11.409  | 0,86%      | Luziânia                 | Distrito Federal   |
| 56123  | Wilson Lima                  | PRONA   | 8.983   | 0,68%      | Ceres                    | Goiás              |
| 33389  | Aylton Gomes                 | PMN     | 8.448   | 0,64%      | Brasília                 | Distrito Federal   |
| 17123  | Raimundo Ribeiro             | PSL     | 8.303   | 0,62%      | Piracuruca               | Piauí              |
| 44015  | José Matildes Batista        | PRP     | 6.890   | 0,52%      | Itaporanga               | Paraíba            |

Obs.: A tabela acima mostra somente os deputados distritais eleitos.